# 圣梅卢瓦代布瓦
圣梅卢瓦德布瓦（法語：Saint-Méloir-des-Bois，法語發音：[sɛ̃ melwaʁ de bwa]）是法国阿摩尔滨海省的一个市镇，位于该省东部，属于迪南区。

## 地名
缩合冠词“des”发音为[de]，在《法汉译音表》中对应“代”字，但其仅在“圣莫代福塞”（Saint-Maur-des-Fossés）等少数地名中译作“代”，《世界地名翻译大辞典》、《世界地名译名词典》和《法国地图册》等主流地名译名类书籍资料中多译作“德”。

## 地理
圣梅卢瓦德布瓦（48°27'27"N, 2°15'3"W）面积6.13 平方千米，位于法国布列塔尼大區阿摩尔滨海省，该省份为法国西北部沿海省份，位于布列塔尼半岛北部，北濒大西洋英吉利海峡，西接菲尼斯泰尔省，南至莫尔比昂省，东临伊勒-维莱讷省。
与圣梅卢瓦德布瓦接壤的市镇（或旧市镇、城区）包括：布尔瑟勒、科尔瑟勒、瑞贡莱拉克、梅格里、小普莱朗、圣米歇尔德普莱朗。
圣梅卢瓦德布瓦的时区为UTC+01:00、UTC+02:00（夏令时）。

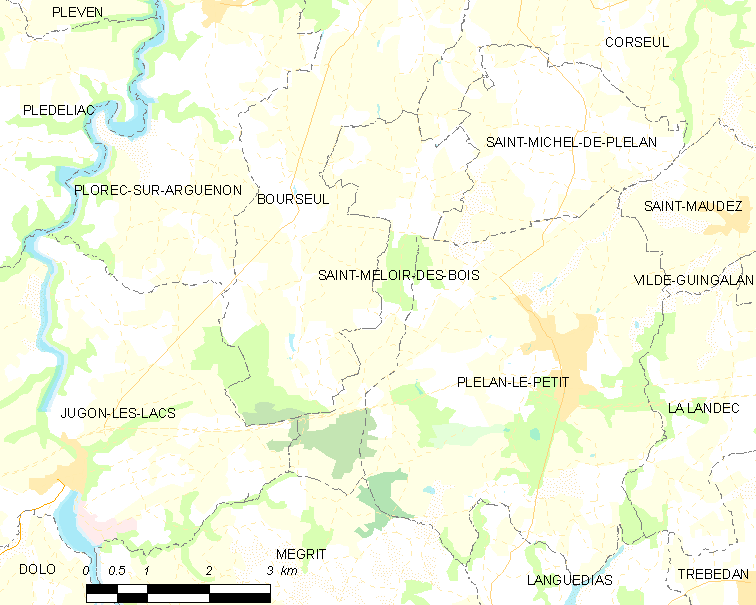
圣梅卢瓦德布瓦的OSM定位图

## 行政
圣梅卢瓦德布瓦的邮政编码为22980，INSEE市镇编码为22317。

## 政治
圣梅卢瓦德布瓦所属的省级选区为普朗科埃特县。

## 交通
法国国道N176线和阿摩尔滨海省省道D44线经过境内南部，省道D89线、D91线和D92线则在北部交汇。

## 人口

1962-2008年间圣梅卢瓦德布瓦人口变化图示

圣梅卢瓦德布瓦于2022年1月1日时的人口数量为272人。